# Tipula (Acutipula) hokusaii
Tipula (Acutipula) hokusaii is een tweevleugelige uit de familie langpootmuggen (Tipulidae). De soort komt voor in het Palearctisch gebied.